# Giovanni De Sandre

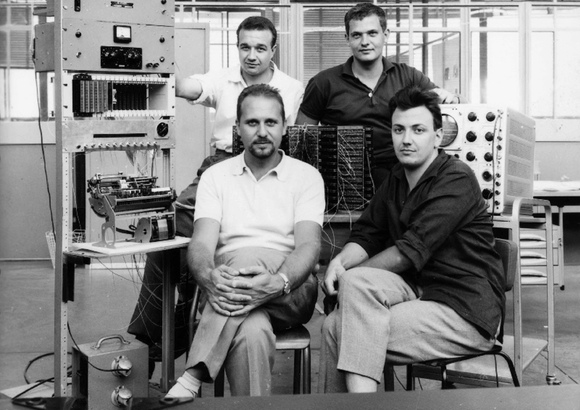
Das Programma 101 - Team: Pier Giorgio Perotto, Giovanni De Sandre, Gastone Garziera, Giancarlo Toppi

Giovanni De Sandre (* 15. August 1935 in Sacile; † 18. April 2025) war ein italienischer Informatiker.

## Leben
De Sandre studierte bis 1959 Elektrotechnik (mit dem Titel “Attestato di studi elettronici”) am Politecnico di Milano. Im Jahr 1960 ging er zu Olivetti, wo er unter Pier Giorgio Perotto am Projekt Programma 101, einem Vorläufer des Personal-Computers, arbeitete.
Anlässlich des 50. Jahrestages des P101 traf er im Jahr 2015 mit Gastone Garziera den Ministerpräsidenten Italiens Matteo Renzi.

## Auszeichnungen
- 2014: Stadt Sacile Prize.